# Clementia
La Clementia era una divinità romana entrata a far parte della religione pubblica dopo l'uccisione di Cesare che avrebbe incarnato in vita questa virtù che, secondo Cicerone, riferendosi all'opinione di Aulo Irzio, filocesariano console dopo la morte di Cesare , era stata anche una delle cause della sua morte. Il senato decise di erigere in onore del divus Iulius e per il culto della divina Clementia Caesaris un tempio dove erano rappresentati Cesare e la dea che si davano la mano.

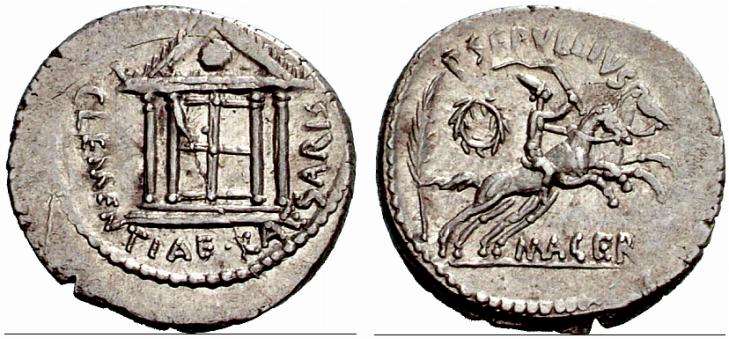
Il tempio dedicato alla "Clementia Caesaris" raffigurato in un denario.

Cicerone può essere considerato il miglior interprete di cosa intendesse il sistema dei valori romani per clementia. Nell'orazione Pro Marcello, pronunciata in senato per ringraziare Cesare, fautore del richiamo in patria di alcuni suoi avversari politici, tra i quali il pompeiano Marco Claudio Marcello, Cicerone attribuisce a Cesare la virtù della clementia: poiché, se è vero che la gloria di Cesare riposa, come quella di altri condottieri, sul talento militare, egli è l'unico che, fra tutti i vincitori, si è distinto per la sua bontà d'animo, tanto nobile che non basta semplicemente paragonarlo ai grandi uomini, ma va giudicato simile a un dio («haec qui faciat, non ego eum cum summis viris comparo, sed simillimum deo iudico») poiché egli si è comportato clementer (con clementia), mansuete (con mansuetudine), iuste (con giustizia), moderate (con moderazione), sapienter (con saggezza) nel: 

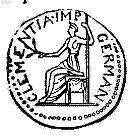
La Clementia dell'imperatore.

La clementia dopo le capacità militari e le leggi continuerà ad esser considerata come una virtù personale dell'imperatore simile a Giove che regge l'universo e che nella monetazione viene rappresentato mentre affida all'imperatore il globo, l'intero mondo, che dovrà essere governato con la Clementia temporum che accomuna il principe agli dei.
Nel II secolo la concezione della clementia tenderà a sovrapporsi, anche nella terminologia, a quella della iustitia. L'imperatore che esercita la clementia è visto infatti dal pensiero stoico come rappresentante di un atteggiamento arbitrario che porti il princeps, magari per un capriccio personale, a favorire uno e a trascurare altri: è preferibile invece che egli operi vantaggio di tutti secondo iustitia rispettando le leggi.
Nella mitologia greca è il corrispondente di Eleo.